# Ivar Sjölin
Ivar Sjölin   (Lidköping, 28 de setembre de 1918 - Lidköping, 10 de setembre de 1992) fou un lluitador suec, especialista en lluita lliure, guanyador d'una medalla olímpica.
El 1948 va prendre part en els Jocs Olímpics d'Estiu de Londres, on guanyà la medalla de plata en la competició del pes ploma del programa de lluita lliure.